# Port lotniczy Siófok-Kiliti
Port lotniczy Siófok-Kiliti (ICAO: LHSK) – port lotniczy położony w Siófoku na Węgrzech.